# 樟树东站
樟树东站位于江西省宜春市樟树市阁山镇，是京九铁路和昌赣客运专线的一座火车站，等级为四等站，距北京西站1553公里，距常平站762公里，昌赣客专中心里程为DK94+912。本站及相邻上下行区间均为电气化区段。车站建于1996年。
配合昌赣客运专线的建設，樟树东站需要進行改造工程，包括新建新站房、既有普速場站台延長工程和新建客專場兩個站台。站前廣場預計於2019年10月完工。